# Литовський проспект
Лито́вський проспект — проспект в Оболонському районі міста Києва, місцевості Пріорка, Кинь-Ґрусть, Мінський масив. Пролягає від площі Тараса Шевченка до міської межі. 
Прилучаються вулиці Полярна, Юрія Кондратюка, Велика Кільцева дорога, вулиці Дніпроводська та Микільсько-Хутірська.

## Історія
Забудова проспекту розпочалася з 1971 року. До 1973 року — частина Вишгородської вулиці, інша назва — Димерське шосе. Назва "" — 1973 року отримав назву Мінський проспект, від напрямку до міста Мінськ. На номерних табличках частини будинків був вказаний як Мінське шосе.
Сучасна назва на честь Литви — з 2022 року.

## Навчальні заклади
- Дошкільний навчальний заклад № 135 (буд. № 8-в)
- Дошкільний навчальний заклад № 190 (буд. № 10-б)